# Mon âme par toi guérie
Mon âme par toi guérie è un film francese del 2013 diretto da François Dupeyron.